# Deux (película)
Deux (en inglés, Two of Us; llamada Nosotras en México, Argentina y República Dominicana, y Entre nosotras en España y el resto de Hispanoamérica) es una película de drama romántico francesa de 2019 dirigida por Filippo Meneghetti. Fue seleccionada como la entrada francesa a la Mejor Película Internacional en los 93.ª Premios de la Academia, apareciendo en la lista corta de quince películas, aun así, no consiguió estar dentro de las nominadas.

## Sinopsis
Dos ancianas, que son vecinas, también son amantes desde hace décadas.

## Reparto
- Barbara Sukowa como Nina Dorn
- Martine Chevallier como Madeleine Girard
- Léa Drucker como Anne
- Jérôme Varanfrain como Frédéric
- Muriel Bénazéraf como Muriel
- Augustin Reynes como Théo

## Recepción
Rotten Tomatoes le da a la película una calificación de aprobación del 98% basada en 87 reseñas, con una calificación promedio de 7.8/10. El consenso de los críticos del sitio web dice: "Un notable debut para el director y coguionista Filippo Meneghetti, Two of Us cuenta una historia de amor engañosamente compleja al tiempo que presenta una rica muestra de actuación para sus tres protagonistas". Según Metacritic, que muestreó a 20 críticos y calculó una puntuación media ponderada de 82 sobre 100, la película recibió un "elogio universal".
 